# Liste der Naturdenkmale in Osterburken
| Naturdenkmale | Anzahl |
| ------------- | ------ |
| FND           | 1      |
| END           | 15     |
| Gesamt        | 16     |

Die Liste der Naturdenkmale in Osterburken nennt die verordneten Naturdenkmale (ND) der im baden-württembergischen Neckar-Odenwald-Kreis liegenden Stadt Osterburken. In Osterburken gibt es insgesamt sechzehn als Naturdenkmal geschützte Objekte, davon ein flächenhaftes Naturdenkmal (FND) und fünfzehn Einzelgebilde-Naturdenkmale (END).
Stand: 1. November 2016.

## Flächenhafte Naturdenkmale (FND)
| Name                     | Bild | Kennung     | Einzelheiten | Position | Fläche Hektar | Datum         |
| ------------------------ | ---- | ----------- | ------------ | -------- | ------------- | ------------- |
| Egelsee                  | BW   | 82250751901 | Osterburken  | ⊙        | 1,3           | 15. Sep. 1989 |
| Legende für Naturdenkmal |      |             |              |          |               |               |

## Einzelgebilde (END)
| Name                     | Bild | Kennung     | Einzelheiten | Position | Fläche Hektar | Datum        |
| ------------------------ | ---- | ----------- | ------------ | -------- | ------------- | ------------ |
| Bauerseich               |      | 82250751907 | Osterburken  | ???      | 0,0           | 1. März 1984 |
| Buche                    |      | 82250751909 | Osterburken  | ???      | 0,0           | 1. März 1984 |
| Buche                    |      | 82250751911 | Osterburken  | ???      | 0,0           | 1. März 1984 |
| Eiche                    |      | 82250751905 | Osterburken  | ???      | 0,0           | 1. März 1984 |
| Eiche                    |      | 82250751912 | Osterburken  | ???      | 0,0           | 1. März 1984 |
| Elsbeere                 |      | 82250751910 | Osterburken  | ???      | 0,0           | 1. März 1984 |
| Fichte                   |      | 82250751906 | Osterburken  | ???      | 0,0           | 1. März 1984 |
| Kandelaberkiefer         |      | 82250751904 | Osterburken  | ???      | 0,0           | 1. März 1984 |
| Kiefer                   |      | 82250751903 | Osterburken  | ???      | 0,0           | 1. März 1984 |
| Kiefer                   |      | 82250751908 | Osterburken  | ???      | 0,0           | 1. März 1984 |
| Quelle Löhleinsbrunnen   |      | 82250751901 | Osterburken  | ???      | 0,0           | 1. März 1984 |
| Rathauslinde             |      | 82250751914 | Osterburken  | ???      | 0,0           | 1. März 1984 |
| Weide                    |      | 82250751902 | Osterburken  | ???      | 0,0           | 1. März 1984 |
| Zwei Linden              |      | 82250751913 | Osterburken  | ???      | 0,0           | 1. März 1984 |
| Zwei Linden              |      | 82250751915 | Osterburken  | ???      | 0,0           | 1. März 1984 |
| Legende für Naturdenkmal |      |             |              |          |               |              |